# Квантовый дилогарифм
Квантовый дилогарифм  — это специальная функция, определяемая формулой
{\displaystyle \phi (x)\equiv (x;q)_{\infty }=\prod _{n=0}^{\infty }(1-xq^{n}),\quad |q|<1}
В терминах q-экспоненты имеем {\displaystyle \phi (x)=E_{q}(x)} .
Пусть {\displaystyle u,v} — «q-коммутирующие переменные», являющиеся элементами некоторой некоммутативной алгебры и удовлетворяющие отношению Вейля {\displaystyle uv=qvu}. Тогда квантовый дилогарифм удовлетворяют тождеству Шютценбергерже
{\displaystyle \phi (u)\phi (v)=\phi (u+v)}
тождеству Фаддеева — Волкова
{\displaystyle \phi (v)\phi (u)=\phi (u+v-vu)}
и тождеству Фаддеева — Кашаева
{\displaystyle \phi (v)\phi (u)=\phi (u)\phi (-vu)\phi (v)}
Последнее тождество является квантовым обобщением пятичленного тождества Роджерса.
Квантовый дилогарифм Фаддеева {\displaystyle \Phi _{b}(w)} определяется следующей формулой:
{\displaystyle \Phi _{b}(z)=\exp \left({\frac {1}{4}}\int _{C}{\frac {e^{-2izw}}{\sinh(wb)\sinh(w/b)}}{\frac {\operatorname {d} \!w}{w}}\right)},
где контур интегрирования {\displaystyle C} обходит сингулярность при t = 0 сверху. Та же функция может быть описана с помощью интегральной формулы Вороновича
{\displaystyle \Phi _{b}(x)=\exp \left({\frac {i}{2\pi }}\int _{\mathbb {R} }{\frac {\log(1+e^{tb^{2}+2\pi bx})}{1+e^{t}}}\operatorname {d} \!t\right).}
Людвиг Дмитриевич Фаддеев обнаружил квантовое пятичленное тождество
{\displaystyle \Phi _{b}({\hat {p}})\Phi _{b}({\hat {q}})=\Phi _{b}({\hat {q}})\Phi _{b}({\hat {p}}+{\hat {q}})\Phi _{b}({\hat {p}})}
где {\displaystyle {\hat {p}}} и {\displaystyle {\hat {q}}} — самосопряжённые (нормализованные) операторы квантового механического импульса и положения, удовлетворяющие соотношению неопределённости Гейзенберга
{\displaystyle [{\hat {p}},{\hat {q}}]={\frac {1}{2\pi i}},}
и обратное отношение
{\displaystyle \Phi _{b}(x)\Phi _{b}(-x)=\Phi _{b}(0)^{2}e^{\pi ix^{2}},\quad \Phi _{b}(0)=e^{{\frac {\pi i}{24}}\left(b^{2}+b^{-2}\right)}.}
Квантовый дилогарифм находит приложение в математической физике, квантовой топологии и теории кластерных алгебр.
Точная связь между q-показательной функцией и {\displaystyle \Phi _{b}} выражается тождеством
{\displaystyle \Phi _{b}(z)={\frac {E_{e^{2\pi ib^{2}}}(-e^{\pi ib^{2}+2\pi zb})}{E_{e^{-2\pi i/b^{2}}}(-e^{-\pi i/b^{2}+2\pi z/b})}}},
которое выполняется при Im {\displaystyle b^{2}>0}.